# Studium Teologii Prawosławnej
Studium Teologii Prawosławnej Uniwersytetu Warszawskiego – jednostka organizacyjna Uniwersytetu Warszawskiego istniejąca w latach 1925–1939.

## Opis
Studium wykształciło 318 absolwentów. W gronie nauczycieli akademickich skupiło wielu wybitnych prawosławnych uczonych. Związani z nim byli m.in.: metropolita Dionizy (Waledyński) – kierownik Studium, Mikołaj Arseniew, archimandryta Hilarion (Basdekas), archimandryta święty Grzegorz Peradze, Aleksander Łotocki, Bazyli Bidnow, Iwan Ohijenko, Michał Zyzykin. Niektórzy wykładali również na uniwersytetach w Paryżu, Oksfordzie, Królewcu, Berlinie. Recenzowali prace wybitnych polskich historyków czy filozofów. Studium ukończyło wielu prawosławnych Greków, Rumunów, Bułgarów, którzy później pełnili odpowiedzialne funkcje w swoich Kościołach. Studium wydawało pismo „Elpis”, obecnie kontynuowane przez Katedrę Teologii Prawosławnej Uniwersytetu w Białymstoku („Elpis”).
Po wojnie nie udało się metropolicie Dionizemu kontynuowanie Studium w ramach założonego w 1948 Prywatnego Studium Teologii Prawosławnej przy katedrze metropolitalnej w Warszawie.
Od 1957 Sekcję Teologii Prawosławnej posiada Chrześcijańska Akademia Teologiczna w Warszawie.